# Marie-Élisabeth de Habsbourg-Lorraine
Pour les articles homonymes, voir Élisabeth d'Autriche.
Titre
Abbesse de Innsbruck
Marie-Élisabeth Josèphe Jeanne Antoinette de Habsbourg-Lorraine, archiduchesse d'Autriche, princesse de Bohême et de Hongrie est la fille de l'empereur François Ier du Saint-Empire et de Marie-Thérèse d'Autriche « la grande ». Elle fut d'abord destinée à épouser le roi Louis XV de France mais devint abbesse du chapitre des Dames nobles d'Innsbruck.

## Une dynastie

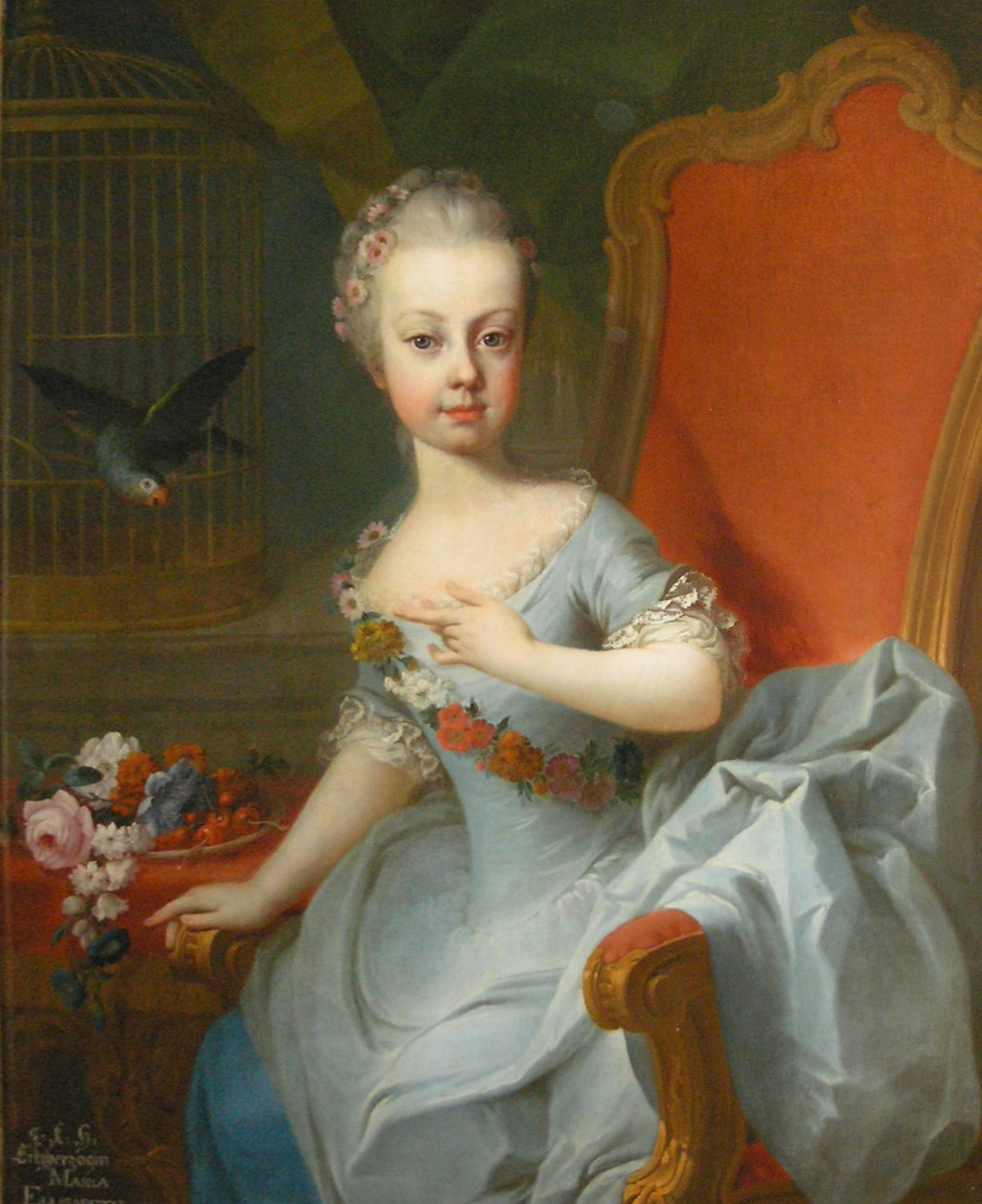
Marie-Élisabeth enfant.

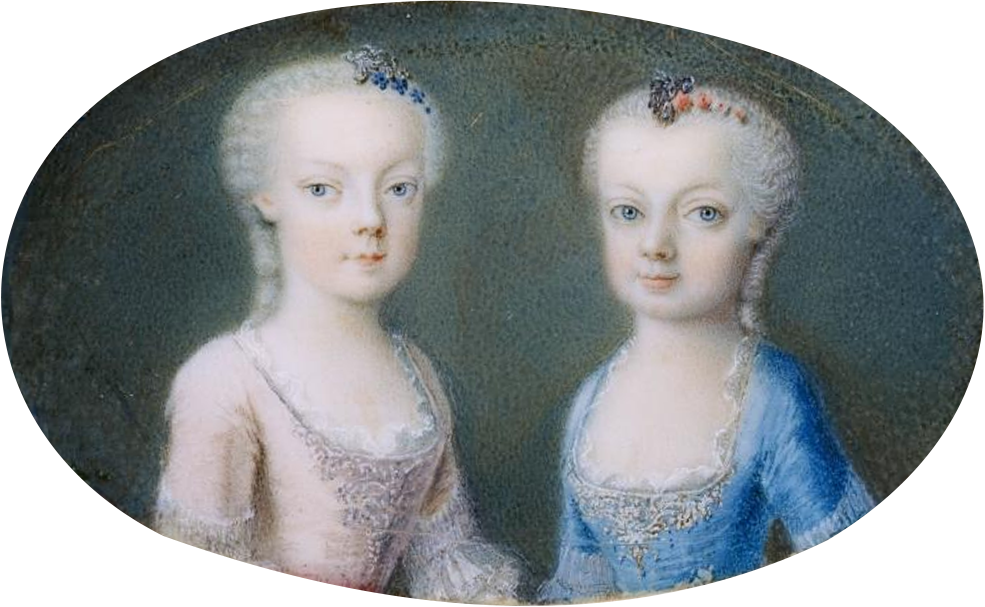
Marie-Élisabeth et sa sœur cadette Marie-Amélie

Née le 13 août 1743 à Vienne, l'archiduchesse est le sixième enfant du couple royal (son père, grand-duc de Toscane, ne sera élu empereur qu'en 1745). L'enfant reçoit le prénom d'une de ses sœurs aînées morte dans sa petite enfance qui est également le prénom de sa grand-tante Marie-Élisabeth d'Autriche, l'ex-gouvernante des Pays-Bas autrichiens décédée trois ans plus tôt.
À sa naissance, ses parents sont plongés au cœur de la guerre de Succession d'Autriche. Le duc de Bavière a été élu empereur avec le soutien de la France et le jeune roi Frédéric II de Prusse a annexé par surprise et de force la Silésie, la plus riche des provinces des possessions de la « Maison d'Autriche ». Le Traité de Worms signé un mois à peine après la naissance de l'archiduchesse permet à l'Autriche et à ses alliés de reprendre le combat, mais la victoire se fait attendre et les armées françaises conquièrent les Pays-Bas autrichiens. Cependant, à la mort de l'empereur bavarois, François de Lorraine est élu empereur. Dans le même temps, l'impératrice donne le jour à deux archiducs et deux archiduchesses. La paix est signée en 1748. Marie-Thérèse retrouve ou conserve ses possessions sauf la Silésie qui reste à la Prusse. 
Tandis que l'impératrice, qui exerce de fait le pouvoir, réforme ses possessions et effectue une révolution diplomatique en choisissant, au grand dam de l'empereur, l'alliance avec l'ennemi héréditaire : la France, l'idée émerge d'une union entre des membres de la Maison de Bourbon avec ceux de la Maison de Habsbourg-Lorraine.
Ainsi dès 1760 Marie-Isabelle de Bourbon-Parme épouse-t-elle l'archiduc héritier Joseph ; en 1765, l'archiduc Léopold épouse Marie-Louise d'Espagne ; en 1768, l'archiduchesse Marie-Caroline épouse Ferdinand IV, roi de Naples et de Sicile, en 1769 l' archiduchesse Marie-Amélie épouse Ferdinand Ier, duc de Parme, Plaisance et Guastalla tandis que l'on évoque de plus en plus ouvertement le mariage de  la cadette des archiduchesses, Marie-Antoinette avec le Dauphin de France.

## Une « Kokette»

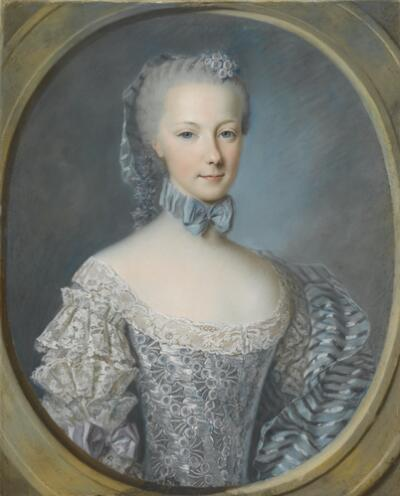
Marie-Élisabeth d'Autriche en 1763.

À cette époque Marie-Élisabeth, bien qu'âgée de 24 ans, est toujours célibataire. Elle est pourtant la plus jolie des filles du couple impérial. Elle est d'ailleurs assez imbue de sa beauté, ce dont se plaint sa mère qui la traite dans le français en usage à la cour de Vienne de « Kokette ». Elle est également parfois un peu perfide, ayant un penchant pour la moquerie et, comme sa grand-mère Élisabeth-Charlotte d'Orléans, un certain franc-parler.
La guerre de Sept Ans qui a duré de 1756 à 1763, période pendant laquelle l'archiduchesse a atteint l'âge de l'adolescence puis l'âge adulte, tout comme le nombre infime de princes de sa génération pouvant prétendre à l'épouser, ne lui a pas permis de se marier.
Cependant l'alliance avec les Bourbon semble promettre à Marie-Élisabeth une union plus prestigieuse encore que celles de ses frères et sœurs. Louis XV est veuf depuis juin 1768, mais toujours gaillard malgré ses 58 ans ; les chancelleries et les filles du roi (qui craignent un retour de leur père à une vie de débauche qui ruinerait sa santé et son salut) songent à un remariage avec une princesse de leur rang. Marie-Élisabeth est toute désignée : ses 25 ans et sa beauté réputée devraient faire d'elle l'épouse idéale.
En cas de réussite du projet, les deux sœurs, Marie-Élisabeth et Marie-Antoinette, auraient été successivement reines de France, l'aînée ayant épousé le grand-père et la cadette le petit-fils pour le plus grand intérêt de l'alliance austro-française mais aussi des intérêts de la Maison impériale. Ainsi doit penser l'impératrice et reine Marie-Thérèse.
Cependant la coquette Marie-Élisabeth n'ira jamais à Versailles. La variole viendra briser ses espoirs et sa beauté, lui laissant des marques indélébiles sur le visage et un goitre qui la fera surnommer par le peuple « Babeth la goitreuse » (Kropferte Liesl). En 1770, sa sœur cadette Marie-Antoinette épouse le dauphin, petit-fils de Louis XV, et devient reine de France et de Navarre en 1774.

## Une chanoinesse noble

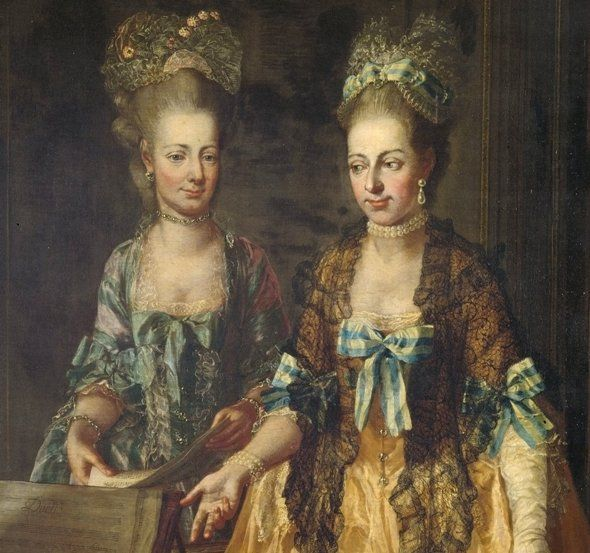
(De gauche à droite) Marie-Élisabeth et sa sœur aînée Marie-Anne.

À l'instar de sa belle-sœur Anne-Charlotte de Lorraine qui n'avait pu se marier, l'impératrice destine alors Marie-Élisabeth à la vie religieuse (mais non conventuelle) en la nommant abbesse du chapitre de chanoinesses nobles d'Innsbruck qu'elle a fondé à la mort de son époux en 1765. L'archiduchesse, loin de se rendre au Tyrol, demeure cependant auprès de sa famille à Schönbrunn et à la Hofburg jusqu'à la mort de sa mère en 1780.
Son frère, l'empereur Joseph II, désirant alors mettre un terme à cette « République de Femme », renverra ses deux sœurs abbesses en leur chapitre. Cependant Marie-Élisabeth ira demeurer avec sa sœur Marie-Anne, abbesse du chapitre de Dames nobles de Prague où elle lui succédera en 1789. C'est de là qu'elle suivra la destinée tragique de sa sœur cadette, la reine de France.
Fuyant l'armée napoléonienne, elle se réfugiera à Linz où elle s'éteindra le 22 septembre 1808 à l'âge de 65 ans.